# Rondibilis octomaculata
Rondibilis octomaculata är en skalbaggsart som beskrevs av Aurivillius 1922. Rondibilis octomaculata ingår i släktet Rondibilis och familjen långhorningar.
Artens utbredningsområde är Filippinerna. Inga underarter finns listade i Catalogue of Life.